# Concavada
Concavada is een plaats (freguesia) in de Portugese gemeente Abrantes en telt 734 inwoners (2001).